# Keala Settle
Keala Joan Settle (ur. 5 listopada 1975 w Lāʻie) – amerykańska aktorka i piosenkarka, najbardziej znana z roli kobiety z brodą Lettie Lutz w filmie Król rozrywki (2019). Utwór „This Is Me”, śpiewany w filmie głównie przez Settle, zdobył w 2017 roku Złoty Glob za najlepszą piosenkę i był nominowany do Oscara za najlepszą oryginalną piosenkę.

## Biografia
Settle urodziła się na Hawajach jako najstarsze z pięciorga dzieci Susanne (z domu Riwai), która pochodzi z Nowej Zelandii, oraz urodzonego w Wielkiej Brytanii Davida Settle. Jest absolwentką Kahuku High School oraz absolwentką Southern Utah University.
Settle zadebiutowała na Broadwayu w 2011 roku w Priscilla, Queen of the Desert. Za rolę Normy Valverde w musicalu Hands on a Hardbody, który był krótko emitowany na Broadwayu w 2013 roku, Settle była nominowana do nagrody Tony dla najlepszej aktorki drugoplanowej w musicalu. W 2017, Settle zagrała kobietę z brodą Lettie Lutz w biograficznym dramacie muzycznym Król rozrywki, obok Hugh Jackmana, Zaca Efrona i Zendayi. Śpiewana przez nią piosenka „This Is Me” zdobyła Złoty Glob 2018 dla najlepszej oryginalnej piosenki i była nominowana do Oscara za najlepszą oryginalną piosenkę.

## Filmografia
| Rok  | Tytuł            | Rola         |
| ---- | ---------------- | ------------ |
| 2017 | Król rozrywki    | Lettie Lutz  |
| 2020 | All My Life      | Viv Lawrence |
| 2022 | American Reject  | Holly        |
| 2024 | Wicked: Part One | Miss Coddle  |